# Anna Susanne Jahn

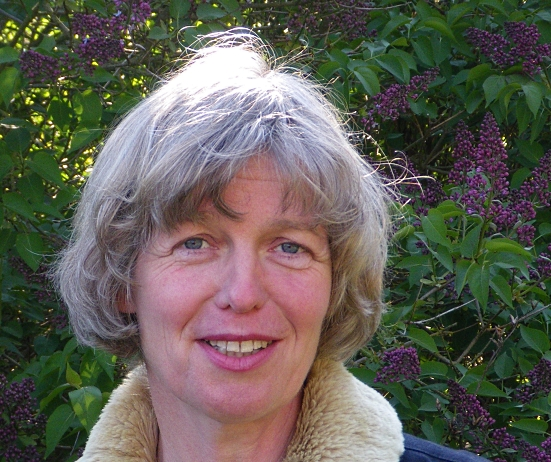
Anna Susanne Jahn (2011)

Anna Susanne Jahn, geborene Schulz (* 4. Oktober 1961 in Wolfenbüttel) ist eine deutsche Malerin und Druckgrafikerin, spezialisiert auf Monotypien und Aquarelle.

## Ausbildung
Jahn studierte von 1981 bis 1989 Malerei und Druckgrafik an der Hochschule für Bildende Künste (HBK) in Braunschweig bei Professor Peter Voigt und Professor Karl Schulz. Sie war Meisterschülerin von Peter Voigt. Nach dem Diplom für Bildende Künste (mit Auszeichnung) und dem Meisterschülerabschluss folgte ein sechsmonatiges Studium der japanischen Tuschemalerei bei Kokyo Hatanaka an der University of Fine Arts in Kyōto, Japan.
Mit ihren Monotypien, auf die sie sich seit 1984 spezialisiert hat, fand die Künstlerin internationale Beachtung. Daneben gibt sie Lehrveranstaltungen über die Technik der Monotypie und Aquarellmalerei.

## Werke (Auswahl)
- 1994: Serie „Landschaften“ (Monotypie/Öl auf Japanbütten)
- 1997: Serie „Früchte des Ovid“ (Monotypie/Öl auf Japanbütten)
- 1999: „Übers Moor“: Serie von Monotypien und zwei Riesenmonotypien (126 × 296 cm)
- 2001: Serie „Zwiegespräche - Frosch & Libelle“ (Monotypien)
„Ebstorfer Froschweg“ (Querrolle, Riesenmonotypie, ca. 35 × 980 cm)
- 2002: Serie „100 Ozeane“, Monotypien
- 2004: „Die große Wand“, Riesenmonotypie (1,40 × 10,07 m) und „selbsttätige Landschaftsmalerei“ im Tagebau Schöningen
- 2005: Serie „Maikatzen“, Monotypien
- 2006/2007: Serie „Der Herzog lässt malen“, Aquarelle
- 2012/2013: Große Aquarelle

## Ausstellungen (Auswahl)
- 1984: Herbstausstellung niedersächsischer Künstler, Kunstverein Hannover
- 1987–1990: „Künstlerbücher - artists’ books“ in San Francisco, Long Beach, Santa Barbara und Fresno (USA), Queensland und Canberra (Australien), Herzog August Bibliothek Wolfenbüttel
- 1989: „Meisterschüler ’89“, HBK-Galerie Braunschweig
- 1990: Stipendiatenausstellung im Kloster Marienberg, Helmstedt
- 1994: „Landschaften“, Historisches Zentrum Oldenstadt, Uelzen
- 1999: „Übers Moor“, KunstRaum Drochtersen, Hüll
- 2000: „Landschaften“, Kunstverein Lüneburg
- 2001: „Ebstorfer Froschweg“, Kloster Ebstorf
„Landschaft mit Fröschen“, Kunstkreis Kloster Brunshausen
- 2002: „100 Oceans“, St. Michael’s printshop gallery, St. John’s (Kanada)
„100 Ozeane“, BBK-Galerie Hannover
- 2003: „100 Ozeane“, Kunstverein Schöningen
- 2004: „Die große Wand“, Kunstverein und Schloss sowie Kirche St. Vincenz in Schöningen
- 2005: „100 Ozeane“, KunstRaum Drochtersen, Hüll
- 2006: „Landschaft im Rückspiegel“, Historisches Zentrum Oldenstadt, Uelzen
- 2007: „Salon Salder“, Schloss Salder, Salzgitter
- 2009: „Aquarelle“, Schloss Salder, Salzgitter
- 2013: „Aquarelle“, Kloster Ebstorf
- 2019: „Schöninger Flora“, Kunstverein Schöningen
- 2023: "Aquarelle", Husumer Kunstverein, Husum
- 2024: "Gurkenglas mit Rollmops", Kunstverein imago Bissendorf (Wedemark), Wedemark

## Studienaufenthalte und Stipendien (Auswahl)
- 1989: Stipendium des Landkreises Helmstedt im Kloster Marienberg
- 1989: Studienaufenthalt in Kanada
- 1991/1992: Studienaufenthalt in Kyōto (Japan)
- 1997: Studienaufenthalt in Beijing (Volksrepublik China)
- 1999: Ankauf von Monotypien durch das Herzog Anton Ulrich-Museum Braunschweig
- 2001: Studienaufenthalt in New York, USA
- 2002: Druckgrafik-Stipendium in St. John’s (Kanada)
- 2002: Lehrauftrag an der Lu Xun Academy of Fine Arts in Shenyang (China)
- 2004: Die große Wand. Arbeitsstipendium der STIFTUNG NORD/LB • ÖFFENTLICHE zur künstlerischen Auseinandersetzung mit dem Tagebau Schöningen. Entstehung der Riesenmonotypie „Die große Wand“ (1,42 × 10,07 m)
- 2005: Künstlerbuch „Die große Wand“ (gefördert durch die STIFTUNG NORD/LB • ÖFFENTLICHE)
- 2006/2007: „Der Herzog lässt malen.“ Anna Susanne Jahn malt die Ostasiatika im Herzog Anton Ulrich-Museum Braunschweig und verwandelte sie vor den Augen der Besucher zu Aquarell-Stillleben